# متر طولي
يستخدم المتر الطولي أو المتر الخطي (بالإنجليزية: linear meter)‏ غالباً في حساب كميات مواد البناء، كوحدة لقياس الكمية ولا يستخدم لقياس المسافة أو الأبعاد، على سبيل المثال 1 متر طولي يعني قطعة خشبية طولها متر واحد، بغض النظر عن الأبعاد الأخرى للقطعة.